# Lycoriella latilobata
Lycoriella latilobata är en tvåvingeart som beskrevs av Menzel och Werner Mohrig 2000. Lycoriella latilobata ingår i släktet Lycoriella och familjen sorgmyggor.
Artens utbredningsområde är Ukraina. Arten är reproducerande i Sverige. Inga underarter finns listade i Catalogue of Life.